# Danh sách series anime theo số tập
Đây là danh sách series anime theo số tập, với các bộ anime truyền hình có ít nhất 100 tập, các bộ OVA có ít nhất 20 tập và các bộ ONA có ít nhất 20 tập.

## Series truyền hình
Đây là danh sách series anime truyền hình theo số tập cho các series có tối thiểu 100 tập. Lưu ý rằng các thương hiệu nhượng quyền anime có nhiều series truyền hình không được liệt kê trên trang này. Anime ở Nhật Bản có thể được đặt tên riêng cho các mùa, thay vì theo số thứ tự mùa. Bài viết này chỉ đề cập đến các series mà không ghi theo tên của mùa riêng biệt.
| TT  | Tựa đề series                                     | Bắt đầu phát sóng    | Kết thúc phát sóng   | Số tập | Thời gian phát sóng |
| --- | ------------------------------------------------- | -------------------- | -------------------- | ------ | ------------------- |
| 1   | Sazae-san                                         | 5 tháng 10 năm 1969  | Đang sản xuất        | 2.795  | 20–26 phút          |
| 2   | Rakudai Ninja Rantaro                             | 10 tháng 4 năm 1993  | Đang sản xuất        | 2.551  | 10 phút             |
| 3   | Ojarumaru                                         | 5 tháng 10 năm 1998  | Đang sản xuất        | 2.096  | 10 phút             |
| 4   | Oyako Club                                        | 3 tháng 10 năm 1994  | 30 tháng 3 năm 2013  | 1.818  | 5 phút              |
| 5   | Doraemon (1979)                                   | 2 tháng 4 năm 1979   | 18 tháng 3 năm 2005  | 1.787  | 11 phút             |
| 6   | Soreike! Anpanman                                 | 3 tháng 10 năm 1988  | Đang sản xuất        | 1.688  | 20–26 phút          |
| 7   | Kirin no Monoshiri Yakata                         | 1 tháng 1 năm 1975   | 31 tháng 12 năm 1979 | 1.565  | 5 phút              |
| 8   | Kirin Ashita no Calendar                          | 1 tháng 1 năm 1980   | 30 tháng 12 năm 1984 | 1.498  | 5 phút              |
| 9   | Manga Nippon Mukashi Banashi                      | 7 tháng 1 năm 1975   | 2 tháng 1 năm 1995   | 1.494  | 20–26 phút          |
| 10  | Nhóc Maruko                                       | 8 tháng 1 năm 1995   | Đang sản xuất        | 1.473  | 20–26 phút          |
| 11  | Doraemon (2005)                                   | 15 tháng 4 năm 2005  | Đang sản xuất        | 1.447  | 20–26 phút          |
| 12  | Hoka Hoka Kazoku                                  | 1 tháng 10 năm 1976  | 31 tháng 3 năm 1982  | 1.428  | 5 phút              |
| 13  | Shin – Cậu bé bút chì                             | 13 tháng 4 năm 1992  | Đang sản xuất        | 1.277  | 20–26 phút          |
| 14  | Monoshiri Daigaku Ashita no Calendar              | 1 tháng 7 năm 1966   | 2 tháng 8 năm 1970   | 1.274  | 5 phút              |
| 15  | Thám tử lừng danh Conan                           | 8 tháng 1 năm 1996   | Đang sản xuất        | 1.157  | 20–26 phút          |
| 16  | One Piece                                         | 20 tháng 10 năm 1999 | Đang sản xuất        | 1.122  | 20–26 phút          |
| 17  | Sekai Monoshiri Ryokō                             | 1 tháng 10 năm 1971  | 31 tháng 12 năm 1974 | 1.006  | 5 phút              |
| 18  | Kotowaza House                                    | 4 tháng 4 năm 1987   | 28 tháng 9 năm 1994  | 773    | 5 phút              |
| 19  | Asadayo!Kaishain                                  | 4 tháng 4 năm 2016   | 29 tháng 3 năm 2019  | 744    | 1 phút              |
| 20  | Shima Shima Tora no Shimajirō                     | 13 tháng 12 năm 1993 | 31 tháng 3 năm 2008  | 726    | 20–26 phút          |
| 21  | Hanakappa                                         | 29 tháng 3 năm 2010  | Đang sản xuất        | 720    | 10 phút             |
| 22  | Ninja Hattori-kun                                 | 28 tháng 9 năm 1981  | 25 tháng 12 năm 1987 | 696    | 10 phút             |
| 23  | Shimajiro no Waow!                                | 2 tháng 4 năm 2012   | Đang sản xuất        | 666    | 8 phút              |
| 24  | Perman – Cậu bé siêu nhân                         | 4 tháng 4 năm 1983   | 2 tháng 7 năm 1985   | 526    | 12 phút             |
| 25  | Obake no Q-tarō                                   | 1 tháng 4 năm 1985   | 29 tháng 3 năm 1987  | 510    | 15 phút             |
| 26  | Naruto: Shippuden                                 | 3 tháng 10 năm 2007  | 23 tháng 3 năm 2017  | 500    | 20–26 phút          |
| 27  | Morning Ninja team Gatchaman                      | 18 tháng 4 năm 2011  | 29 tháng 3 năm 2013  | 475    | 1 phút              |
| 28  | Bonobono (2016)                                   | 7 tháng 3 năm 2016   | Đang sản xuất        | 432    | 5 phút              |
| 29  | Cooking Idol I! My! Mine!                         | 30 tháng 3 năm 2009  | 29 tháng 3 năm 2013  | 400    | 10 phút             |
| 30  | Kochira Katsushika-ku Kameari Kōen-mae Hashutsujo | 16 tháng 6 năm 1996  | 19 tháng 12 năm 2004 | 373    | 20–26 phút          |
| 31  | Bleach                                            | 5 tháng 10 năm 2004  | 27 tháng 3 năm 2012  | 366    | 20–26 phút          |
| 31  | Kirin Monoshiri Daiquiri: Manga Bushiness         | 3 tháng 8 năm 1970   | 30 tháng 9 năm 1971  | 366    | 5 phút              |
| 32  | Charady no Joke na Mainichi                       | 1 tháng 4 năm 2009   | 30 tháng 3 năm 2010  | 365    | 3 phút              |
| 33  | Sgt. Frog                                         | 3 tháng 4 năm 2004   | 3 tháng 4 năm 2011   | 358    | 20–26 phút          |
| 34  | Puzzle & Dragons                                  | 2 tháng 4 năm 2018   | Đang sản xuất        | 351    | 20–26 phút          |
| 35  | Cuốn từ điển kì bí                                | 27 tháng 3 năm 1988  | 9 tháng 6 năm 1996   | 331    | 20–26 phút          |
| 36  | Atashin'chi                                       | 19 tháng 4 năm 2002  | 19 tháng 9 năm 2009  | 330    | 20–26 phút          |
| 37  | Fairy Tail                                        | 12 tháng 10 năm 2009 | 29 tháng 9 năm 2019  | 328    | 20–26 phút          |
| 38  | Instant History                                   | 1 tháng 5 năm 1961   | 24 tháng 2 năm 1962  | 312    | 3 phút              |
| 39  | Manga Hajimete Monogatari                         | 6 tháng 5 năm 1978   | 31 tháng 3 năm 1984  | 305    | 20–26 phút          |
| 40  | Hyppo and Thomas                                  | 1 tháng 1 năm 1971   | 30 tháng 9 năm 1972  | 300    | 3 phút              |
| 41  | Hamtaro                                           | 7 tháng 7 năm 2000   | 31 tháng 3 năm 2006  | 296    | 20–26 phút          |
| 41  | Ikkyū-san                                         | 15 tháng 10 năm 1975 | 28 tháng 6 năm 1982  | 296    | 20–26 phút          |
| 42  | Boruto – Naruto hậu sinh khả úy                   | 5 tháng 4 năm 2017   | 26 tháng 3 năm 2023  | 293    | 20–26 phút          |
| 43  | Dragon Ball Z                                     | 26 tháng 4 năm 1989  | 31 tháng 1 năm 1996  | 291    | 20–26 phút          |
| 44  | Dotanba no Manners                                | 3 tháng 10 năm 1984  | 9 tháng 4 năm 1987   | 283    | 5 phút              |
| 45  | Pokémon (loạt phim 1997)                          | 1 tháng 4 năm 1997   | 14 tháng 11 năm 2002 | 276    | 20–26 phút          |
| 46  | Gan to Gon                                        | 5 tháng 4 năm 1974   | 13 tháng 8 năm 1975  | 260    | 5 phút              |
| 46  | Hoshi no Ko Poron                                 | 1 tháng 4 năm 1974   | 21 tháng 3 năm 1975  | 260    | 5 phút              |
| 47  | Folktales from Japan                              | 1 tháng 4 năm 2012   | 26 tháng 3 năm 2017  | 258    | 20–26 phút          |
| 48  | A Penguin's Troubles                              | 5 tháng 4 năm 2008   | 30 tháng 3 năm 2013  | 253    | 10 phút             |
| 49  | Dr. Slump Arale-chan                              | 8 tháng 4 năm 1981   | 19 tháng 2 năm 1986  | 243    | 20–26 phút          |
| 49  | Good Morning!!! DORONJO                           | 30 tháng 3 năm 2015  | 25 tháng 3 năm 2016  | 243    | 1 phút              |
| 50  | Itazura tenshi Chippo-chan                        | 30 tháng 3 năm 1970  | 31 tháng 12 năm 1970 | 240    | 5 phút              |
| 51  | Ohayo The Genie Family                            | 31 tháng 3 năm 2014  | 27 tháng 3 năm 2015  | 237    | 1 phút              |
| 52  | Mazinger ZIP                                      | 8 tháng 4 năm 2013   | 28 tháng 3 năm 2014  | 227    | 1 phút              |
| 53  | Miracle! Mimika                                   | 3 tháng 4 năm 2006   | 27 tháng 3 năm 2009  | 225    | 10 phút             |
| 54  | Yu-Gi-Oh! Duel Monsters                           | 18 tháng 4 năm 2000  | 29 tháng 9 năm 2004  | 224    | 20–26 phút          |
| 55  | Naruto                                            | 3 tháng 10 năm 2002  | 8 tháng 2 năm 2007   | 220    | 20–26 phút          |
| 56  | Yo-kai Watch                                      | 8 tháng 1 năm 2014   | 30 tháng 3 năm 2018  | 214    | 20–26 phút          |
| 57  | Chiikawa                                          | 4 tháng 4 năm 2022   | Đang sản xuất        | 211    | 1 phút              |
| 58  | Gia sư Hitman Reborn!                             | 7 tháng 10 năm 2006  | 25 tháng 9 năm 2010  | 203    | 20–26 phút          |
| 59  | Gintama                                           | 4 tháng 4 năm 2006   | 25 tháng 3 năm 2010  | 201    | 20–26 phút          |
| 59  | Doremi – Phép thuật thần kỳ                       | 9 tháng 2 năm 1999   | 26 tháng 1 năm 2003  | 201    | 20–26 phút          |
| 60  | Holly the Ghost                                   | 28 tháng 1 năm 1991  | 12 tháng 4 năm 1993  | 200    | 10 phút             |
| 60  | Parasol Henbē                                     | 2 tháng 10 năm 1989  | 28 tháng 1 năm 1991  | 200    | 10 phút             |
| 60  | Thủy thủ Mặt Trăng                                | 7 tháng 3 năm 1992   | 8 tháng 2 năm 1997   | 200    | 20–26 phút          |
| 61  | Gatapishi                                         | 2 tháng 4 năm 1990   | 29 tháng 3 năm 1991  | 199    | 10 phút             |
| 62  | Let's Go COOKR'n                                  | 1 tháng 4 năm 2013   | 20 tháng 3 năm 2015  | 196    | 10 phút             |
| 63  | Tamagon the Counselor                             | 5 tháng 10 năm 1972  | 28 tháng 9 năm 1973  | 195    | 5 phút              |
| 63  | Urusei Yatsura (1981)                             | 14 tháng 10 năm 1981 | 19 tháng 3 năm 1986  | 195    | 20–26 phút          |
| 64  | Astro Boy (1963)                                  | 1 tháng 1 năm 1963   | 31 tháng 12 năm 1966 | 193    | 20–26 phút          |
| 64  | InuYasha                                          | 16 tháng 10 năm 2000 | 29 tháng 3 năm 2010  | 193    | 20–26 phút          |
| 65  | Pokemon: Ruby and Sapphire                        | 21 tháng 11 năm 2002 | 14 tháng 9 năm 2006  | 192    | 20–26 phút          |
| 66  | Pokémon: Diamond and Pearl                        | 28 tháng 9 năm 2006  | 9 tháng 9 năm 2010   | 191    | 20–26 phút          |
| 67  | Star of the Giants                                | 30 tháng 3 năm 1968  | 18 tháng 9 năm 1971  | 182    | 20–26 phút          |
| 68  | Yu-Gi-Oh! GX                                      | 6 tháng 10 năm 2004  | 26 tháng 3 năm 2008  | 180    | 20–26 phút          |
| 69  | Aikatsu!                                          | 8 tháng 10 năm 2012  | 31 tháng 3 năm 2016  | 178    | 20–26 phút          |
| 69  | The Prince of Tennis                              | 10 tháng 10 năm 2001 | 30 tháng 3 năm 2005  | 178    | 20–26 phút          |
| 70  | Zenmai Zamurai                                    | 3 tháng 4 năm 2006   | 26 tháng 3 năm 2010  | 175    | 5 phút              |
| 71  | Mirmo!                                            | 6 tháng 4 năm 2002   | 27 tháng 9 năm 2005  | 172    | 20–26 phút          |
| 72  | Black Clover                                      | 3 tháng 10 năm 2017  | 30 tháng 3 năm 2021  | 170    | 20–26 phút          |
| 72  | Chirorin Mura Monogatari                          | 6 tháng 4 năm 1992   | 19 tháng 3 năm 1993  | 170    | 10 phút             |
| 72  | Chú mèo Poko                                      | 5 tháng 4 năm 1993   | 29 tháng 3 năm 1996  | 170    | 10 phút             |
| 72  | Yamishibai: Japanese Ghost Stories                | 15 tháng 7 năm 2013  | 7 tháng 10 năm 2024  | 170    | 5 phút              |
| 72  | Yadamon                                           | 24 tháng 8 năm 1992  | 16 tháng 7 năm 1993  | 170    | 10 phút             |
| 73  | Dragon Ball Z Kai                                 | 5 tháng 4 năm 2009   | 28 tháng 6 năm 2015  | 167    | 20–26 phút          |
| 75  | Obocchama-kun                                     | 14 tháng 1 năm 1989  | 26 tháng 9 năm 1992  | 164    | 20–26 phút          |
| 76  | Dokaben                                           | 6 tháng 10 năm 1976  | 26 tháng 12 năm 1979 | 163    | 20–26 phút          |
| 76  | Hai! Akko Desu                                    | 12 tháng 10 năm 1988 | 26 tháng 3 năm 1992  | 163    | 20–26 phút          |
| 77  | Sobakasu Pucchi!                                  | 31 tháng 3 năm 1969  | 4 tháng 10 năm 1969  | 162    | 5 phút              |
| 78  | Ranma ½ (1989)                                    | 15 tháng 4 năm 1989  | 25 tháng 9 năm 1992  | 161    | 20–26 phút          |
| 79  | Học viện siêu anh hùng                            | 3 tháng 4 năm 2016   | Đang sản xuất        | 159    | 20–26 phút          |
| 80  | Bōken Shōnen Shadar                               | 18 tháng 9 năm 1967  | 16 tháng 3 năm 1968  | 156    | 10 phút             |
| 80  | Chō Tokkyū Hikarian                               | 2 tháng 4 năm 1997   | 29 tháng 3 năm 2000  | 156    | 7 phút              |
| 80  | Odenkun                                           | 4 tháng 8 năm 2005   | 27 tháng 2 năm 2009  | 156    | 7 phút              |
| 80  | Otoko do-Ahou! Koushien                           | 28 tháng 9 năm 1970  | 27 tháng 3 năm 1971  | 156    | 10 phút             |
| 80  | Otoko Ippiki Gaki Daishou                         | 29 tháng 9 năm 1969  | 28 tháng 3 năm 1970  | 156    | 10 phút             |
| 80  | Pinch to Punch                                    | 29 tháng 9 năm 1969  | 28 tháng 3 năm 1970  | 156    | 5 phút              |
| 80  | Urikupen Kyuujo-tai                               | 30 tháng 9 năm 1974  | 29 tháng 3 năm 1975  | 156    | 5 phút              |
| 81  | Lupin the 3rd Part II                             | 3 tháng 10 năm 1977  | 6 tháng 10 năm 1980  | 155    | 20–26 phút          |
| 82  | Major                                             | 13 tháng 11 năm 2004 | 25 tháng 9 năm 2010  | 154    | 20–26 phút          |
| 82  | Yu-Gi-Oh! 5D's                                    | 2 tháng 4 năm 2008   | 30 tháng 3 năm 2011  | 154    | 20–26 phút          |
| 83  | Bakusō Kyōdai Let's & Go!!                        | 8 tháng 1 năm 1996   | 21 tháng 12 năm 1998 | 153    | 20–26 phút          |
| 83  | Dragon Ball                                       | 26 tháng 2 năm 1986  | 12 tháng 4 năm 1989  | 153    | 20–26 phút          |
| 83  | Tôi là Idol                                       | 7 tháng 4 năm 2006   | 27 tháng 3 năm 2009  | 153    | 20–26 phút          |
| 83  | Kiratto Pri Chan                                  | 8 tháng 4 năm 2018   | 30 tháng 5 năm 2021  | 153    | 20–26 phút          |
| 83  | Pro Golfer Saru                                   | 2 tháng 4 năm 1985   | 28 tháng 3 năm 1988  | 153    | 20–26 phút          |
| 84  | Hokuto no Ken                                     | 11 tháng 10 năm 1984 | 18 tháng 2 năm 1988  | 152    | 20–26 phút          |
| 85  | Cooking Papa                                      | 9 tháng 4 năm 1992   | 25 tháng 5 năm 1995  | 151    | 20–26 phút          |
| 85  | Tetsujin 28-go Gao                                | 6 tháng 4 năm 2013   | 26 tháng 3 năm 2016  | 151    | 5 phút              |
| 86  | Zatch Bell!                                       | 6 tháng 4 năm 2003   | 26 tháng 3 năm 2006  | 150    | 20–26 phút          |
| 87  | Hunter × Hunter (2011)                            | 2 tháng 10 năm 2011  | 24 tháng 9 năm 2014  | 148    | 20–26 phút          |
| 87  | Thám tử Kindaichi                                 | 7 tháng 4 năm 1997   | 11 tháng 9 năm 2000  | 148    | 20–26 phút          |
| 87  | Yu-Gi-Oh! Arc-V                                   | 6 tháng 4 năm 2014   | 26 tháng 3 năm 2017  | 148    | 20–26 phút          |
| 88  | Toriko                                            | 3 tháng 4 năm 2011   | 30 tháng 3 năm 2014  | 147    | 20–26 phút          |
| 88  | Hetalia: Axis Powers                              | tháng 1 năm 2009     | Đang sản xuất        | 147    | 5 phút              |
| 89  | Pokemon: Sun & Moon                               | 17 tháng 11 năm 2016 | 3 tháng 11 năm 2019  | 146    | 20–26 phút          |
| 90  | Eyeshield21                                       | 6 tháng 4 năm 2005   | 19 tháng 3 năm 2008  | 145    | 20–26 phút          |
| 91  | Tamagotchi!                                       | 12 tháng 10 năm 2009 | 3 tháng 9 năm 2012   | 143    | 20–26 phút          |
| 92  | Kingdom                                           | 4 tháng 6 năm 2012   | 31 tháng 3 năm 2024  | 142    | 20–26 phút          |
| 93  | PriPara                                           | 5 tháng 7 năm 2014   | 28 tháng 3 năm 2017  | 140    | 20–26 phút          |
| 93  | Ninjala                                           | 8 tháng 1 năm 2022   | Đang sản xuất        | 140    | 23 phút             |
| 94  | Kamisama Minarai: Himitsu no Cocotama             | 1 tháng 10 năm 2015  | 28 tháng 6 năm 2018  | 139    | 20–26 phút          |
| 95  | Kinnikuman                                        | 3 tháng 4 năm 1983   | 1 tháng 10 năm 1986  | 137    | 20–26 phút          |
| 96  | Pokémon Journeys                                  | 17 tháng 11 năm 2019 | 24 tháng 3 năm 2023  | 136    | 20–26 phút          |
| 96  | Oishinbo                                          | 17 tháng 10 năm 1988 | 17 tháng 3 năm 1992  | 136    | 20–26 phút          |
| 96  | Fushigi Dagashiya Zenitendō                       | 8 tháng 9 năm 2020   | Đang sản xuất        | 136    | 9 phút              |
| 96  | Rilu Rilu Fairilu                                 | 6 tháng 2 năm 2016   | 5 tháng 1 năm 2019   | 136    | 20–26 phút          |
| 98  | Dragon Ball Super                                 | 5 tháng 7 năm 2015   | 25 tháng 3 năm 2018  | 131    | 20–26 phút          |
| 99  | Yu-Gi-Oh! Go Rush!!                               | 3 tháng 4 năm 2022   | Đang sản xuất        | 130    | 20-26 phút          |
| 100 | Tsubasa – Giấc mơ sân cỏ                          | 13 tháng 10 năm 1983 | 27 tháng 3 năm 1986  | 128    | 20–26 phút          |
| 101 | Inazuma Eleven                                    | 5 tháng 10 năm 2008  | 27 tháng 4 năm 2011  | 127    | 20–26 phút          |
| 101 | Ordy và những phát kiến vĩ đại                    | 3 tháng 4 năm 1983   | 29 tháng 9 năm 1985  | 127    | 20–26 phút          |
| 102 | Ace of Diamond                                    | 6 tháng 10 năm 2013  | 28 tháng 3 năm 2016  | 126    | 20–26 phút          |
| 103 | Yawara!                                           | 16 tháng 10 năm 1989 | 21 tháng 9 năm 1992  | 124    | 20–26 phút          |
| 104 | Yu-Gi-Oh! VRAINS                                  | 10 tháng 5 năm 2017  | 25 tháng 9 năm 2019  | 120    | 20–26 phút          |
| 105 | Siêu nhân Mami                                    | 7 tháng 4 năm 1987   | 26 tháng 10 năm 1989 | 119    | 20–26 phút          |
| 106 | Azuki-chan                                        | 4 tháng 4 năm 1995   | 17 tháng 3 năm 1998  | 117    | 20–26 phút          |
| 106 | Ultra B                                           | 4 tháng 4 năm 1987   | 27 tháng 3 năm 1989  | 117    | 10 phút             |
| 107 | D.Gray-man                                        | 3 tháng 10 năm 2006  | 27 tháng 9 năm 2016  | 116    | 20–26 phút          |
| 108 | Candy Candy                                       | 1 tháng 10 năm 1976  | 2 tháng 2 năm 1979   | 115    | 20–26 phút          |
| 108 | GeGeGe no Kitarō (1985)                           | 12 tháng 10 năm 1985 | 21 tháng 3 năm 1988  | 115    | 20–26 phút          |
| 108 | Pikachin-Kit                                      | 6 tháng 1 năm 2018   | 28 tháng 3 năm 2020  | 115    | 20–26 phút          |
| 109 | Dororonpa!                                        | 8 tháng 4 năm 1991   | 27 tháng 9 năm 1991  | 114    | 5:30-10 phút        |
| 109 | GeGeGe no Kitarō (1996)                           | 7 tháng 1 năm 1996   | 29 tháng 3 năm 1998  | 114    | 20–26 phút          |
| 109 | Saint Seiya                                       | 11 tháng 10 năm 1986 | 1 tháng 4 năm 1989   | 114    | 20–26 phút          |
| 110 | Galaxy Express 999                                | 14 tháng 9 năm 1978  | 28 tháng 3 năm 1981  | 113    | 20–26 phút          |
| 111 | Tsuyoshi Shikkari Shinasai                        | 4 tháng 10 năm 1992  | 25 tháng 12 năm 1994 | 112    | 20–26 phút          |
| 111 | Hành trình U Linh Giới                            | 10 tháng 10 năm 1992 | 17 tháng 12 năm 1994 | 112    | 20–26 phút          |
| 112 | Fisherman Sanpei                                  | 7 tháng 4 năm 1980   | 28 tháng 6 năm 1982  | 109    | 20–26 phút          |
| 112 | Sally the Witch                                   | 5 tháng 12 năm 1966  | 30 tháng 12 năm 1968 | 109    | 20–26 phút          |
| 113 | Teekyu                                            | 7 tháng 10 năm 2012  | 27 tháng 9 năm 2017  | 108    | 2 phút              |
| 113 | Yatterman                                         | 1 tháng 1 năm 1977   | 27 tháng 1 năm 1979  | 108    | 20–26 phút          |
| 114 | Science Ninja Team Gatchaman                      | 1 tháng 10 năm 1972  | 29 tháng 9 năm 1974  | 105    | 20–26 phút          |
| 114 | Tiger Mask                                        | 2 tháng 10 năm 1969  | 30 tháng 9 năm 1971  | 105    | 20–26 phút          |
| 115 | Attack No. 1                                      | 7 tháng 12 năm 1969  | 28 tháng 11 năm 1971 | 104    | 20–26 phút          |
| 115 | Croket!                                           | 7 tháng 4 năm 2003   | 27 tháng 3 năm 2005  | 104    | 20–26 phút          |
| 115 | Di Gi Charat Nyo!                                 | 6 tháng 4 năm 2003   | 28 tháng 3 năm 2004  | 104    | 12 phút             |
| 115 | Inakappe Taishō                                   | 4 tháng 10 năm 1970  | 24 tháng 9 năm 1972  | 104    | 20–26 phút          |
| 115 | Moomin                                            | 12 tháng 4 năm 1990  | 26 tháng 3 năm 1992  | 104    | 20–26 phút          |
| 115 | Robotan                                           | 4 tháng 10 năm 1966  | 27 tháng 9 năm 1968  | 104    | 20–26 phút          |
| 115 | The Song of Tentomushi                            | 6 tháng 10 năm 1974  | 26 tháng 9 năm 1976  | 104    | 20–26 phút          |
| 116 | Thiên tài Bakabon                                 | 6 tháng 10 năm 1975  | 26 tháng 9 năm 1977  | 103    | 20–26 phút          |
| 116 | The Gutsy Frog                                    | 7 tháng 10 năm 1972  | 28 tháng 9 năm 1974  | 103    | 20–26 phút          |
| 116 | Ojamanga Yamada-kun                               | 28 tháng 9 năm 1980  | 10 tháng 10 năm 1982 | 103    | 20–26 phút          |
| 117 | Kodocha                                           | 5 tháng 4 năm 1996   | 27 tháng 3 năm 1998  | 102    | 20–26 phút          |
| 117 | MÄR                                               | 3 tháng 4 năm 2005   | 25 tháng 3 năm 2007  | 102    | 20–26 phút          |
| 118 | Guru Guru Town Hanamaru-kun                       | 3 tháng 10 năm 1999  | 29 tháng 9 năm 2001  | 101    | 20–26 phút          |
| 118 | Slam Dunk                                         | 16 tháng 10 năm 1993 | 23 tháng 3 năm 1996  | 101    | 20–26 phút          |
| 118 | Touch                                             | 24 tháng 3 năm 1985  | 22 tháng 3 năm 1987  | 101    | 20–26 phút          |
| 119 | Retsuko hung hăng (2016)                          | 2 tháng 4 năm 2016   | 31 tháng 3 năm 2018  | 100    | 1 phút              |
| 119 | Aikatsu Stars!                                    | 7 tháng 4 năm 2016   | 29 tháng 3 năm 2018  | 100    | 20–26 phút          |
| 119 | Coji-Coji                                         | 4 tháng 10 năm 1997  | 25 tháng 9 năm 1999  | 100    | 20–26 phút          |
| 119 | Dragon Quest -Dai no Daibōken- (2020)             | 3 tháng 10 năm 2020  | 22 tháng 10 năm 2022 | 100    | 20–26 phút          |
| 119 | GeGeGe no Kitarō (2007)                           | 1 tháng 4 năm 2007   | 29 tháng 3 năm 2009  | 100    | 20–26 phút          |
| 119 | Kirby: Right Back at Ya!                          | 6 tháng 10 năm 2001  | 27 tháng 9 năm 2003  | 100    | 20–26 phút          |

## Original video animation
Đây là danh sách các bộ original video animation (OVA) theo số tập, cho các bộ có tối thiểu 20 tập.
| TT | Tên                                        | Bắt đầu phát sóng | Kết thúc phát sóng | Số tập |
| -- | ------------------------------------------ | ----------------- | ------------------ | ------ |
| 1  | Legend of the Galactic Heroes              | Tháng 12 năm 1988 | Tháng 3 năm 1997   | 110    |
| 2  | Puchimas! Petit Idolmaster                 | Tháng 1 năm 2013  | Tháng 3 năm 2013   | 64     |
| 3  | Legend of the Galactic Heroes Side Stories | Tháng 2 năm 1998  | Tháng 7 năm 2000   | 52     |
| 4  | Konpeki no Kantai                          | Tháng 2 năm 1993  | Tháng 8 năm 2003   | 32     |
| 5  | Saint Seiya: Hades                         | Tháng 11 năm 2002 | Tháng 8 năm 2008   | 31     |
| 6  | Hunter × Hunter                            | Tháng 1 năm 2002  | Tháng 8 năm 2004   | 30     |
| 6  | Tenchi Muyo! Ryo-Ohki                      | Tháng 9 năm 1992  | Tháng 5 năm 2021   | 30     |
| 7  | Thám tử lừng danh Conan                    | Tháng 3 năm 2000  | Tháng 4 năm 2012   | 27     |
| 8  | Saint Seiya: The Lost Canvas               | Tháng 6 năm 2009  | Tháng 7 năm 2011   | 26     |
| 9  | Tōma Kijinden ONI                          | Tháng 10 năm 1995 | Tháng 3 năm 1996   | 25     |
| 10 | Supernatural: The Animation                | Tháng 1 năm 2011  | Tháng 4 năm 2011   | 22     |

## Original net animation
Đây là danh sách bộ original net animation (ONA) theo số tập, cho các series có tối thiểu 20 tập.
| TT | Tên                                   | Bắt đầu phát sóng | Kết thúc phát sóng | Số tập |
| -- | ------------------------------------- | ----------------- | ------------------ | ------ |
| 1  | Puchimas!! Petit Petit Idolmaster     | Tháng 4 năm 2014  | Tháng 6 năm 2014   | 74     |
| 2  | Beyblade Burst Rise                   | Tháng 4 năm 2019  | Tháng 3 năm 2020   | 52     |
| 2  | Beyblade Burst Surge                  | Tháng 4 năm 2020  | Tháng 3 năm 2021   | 52     |
| 2  | Beyblade Burst QuadDrive              | Tháng 4 năm 2021  | Tháng 3 năm 2022   | 52     |
| 2  | Hetalia: Axis Powers                  | Tháng 1 năm 2009  | Tháng 3 năm 2010   | 52     |
| 3  | Retsuko hung hăng                     | Tháng 4 năm 2018  | Tháng 2 năm 2023   | 51     |
| 4  | Hetalia: World Series                 | Tháng 3 năm 2010  | Tháng 3 năm 2011   | 48     |
| 5  | Baki                                  | Tháng 6 năm 2018  | Đang sản xuất      | 39     |
| 5  | Thủy thủ Mặt Trăng Pha lê             | Tháng 7 năm 2014  | Tháng 6 năm 2016   | 39     |
| 6  | JoJo's Bizarre Adventure: Stone Ocean | Tháng 12 năm 2021 | Tháng 12 năm 2022  | 38     |
| 7  | Starry Sky                            | Tháng 12 năm 2010 | Tháng 6 năm 2011   | 26     |
| 7  | Xam'd: Lost Memories                  | Tháng 7 năm 2008  | Tháng 2 năm 2009   | 26     |
| 8  | Suzumiya Haruhi                       | Tháng 2 năm 2009  | Tháng 5 năm 2009   | 25     |
| 9  | Bonjour Sweet Love Patisserie         | Tháng 10 năm 2014 | Tháng 3 năm 2015   | 24     |
| 9  | Magical Play                          | Tháng 11 năm 2001 | Tháng 5 năm 2002   | 24     |
| 9  | Petit Eva: Evangelion@School          | Tháng 3 năm 2007  | Tháng 9 năm 2007   | 24     |
| 9  | Psychic Academy                       | Tháng 3 năm 2002  | Tháng 9 năm 2002   | 24     |
| 10 | Penguin Musume Heart                  | Tháng 4 năm 2008  | Tháng 11 năm 2008  | 22     |
| 11 | Hetalia: The Beautiful World          | Tháng 1 năm 2013  | Tháng 6 năm 2013   | 20     |
| 11 | Kyō no Asuka Show                     | Tháng 8 năm 2012  | Tháng 1 năm 2013   | 20     |